# Oryzopsis hymenoides
Oryzopsis hymenoides là một loài thực vật có hoa trong họ Hòa thảo. Loài này được (Roem. & Schult.) Ricker ex Piper mô tả khoa học đầu tiên năm 1906.

## Hình ảnh

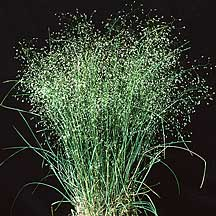
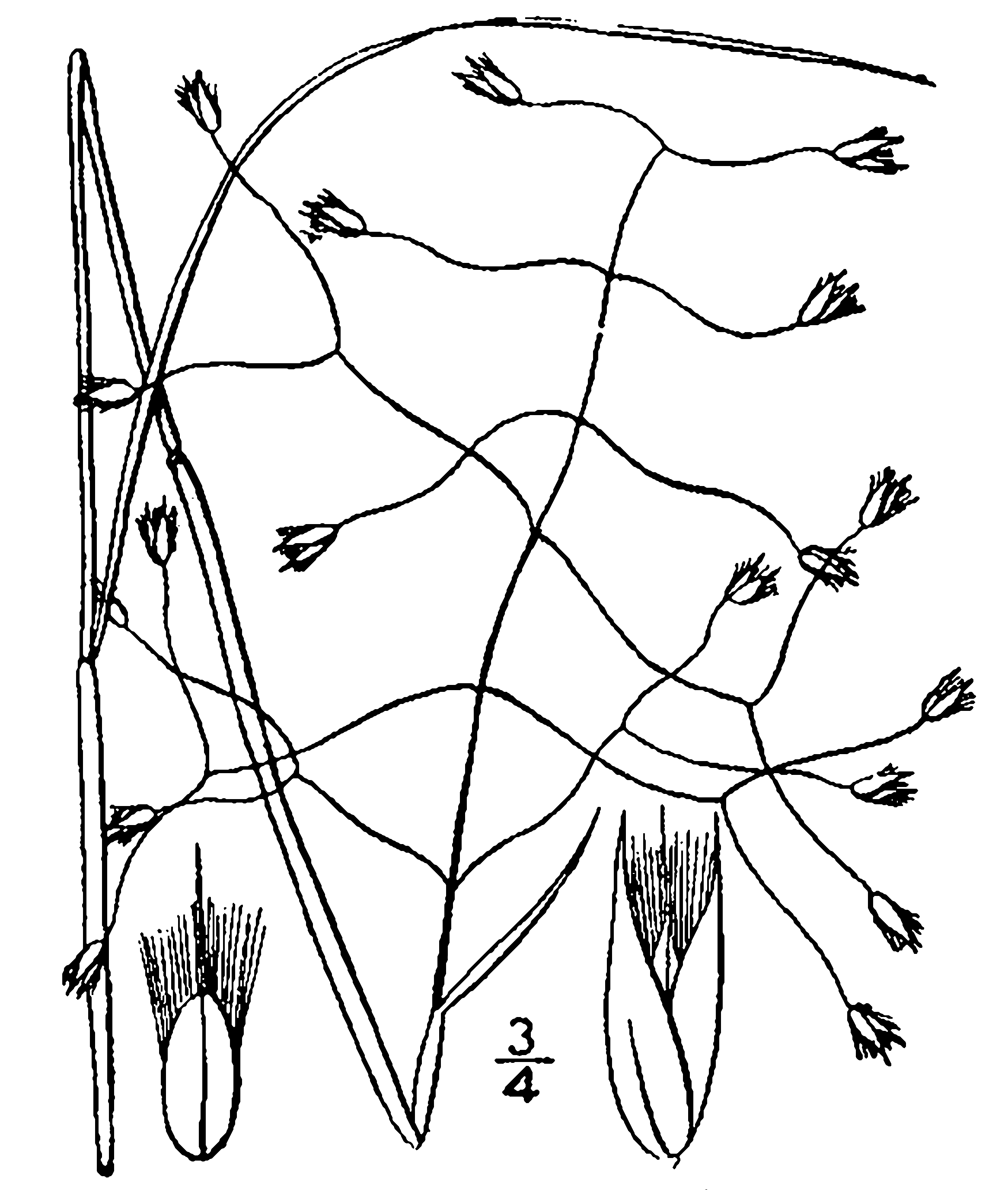
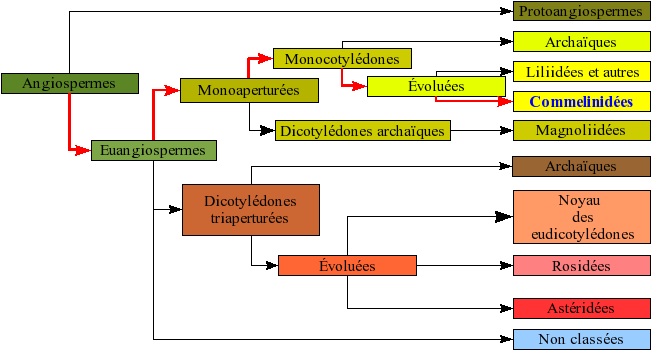
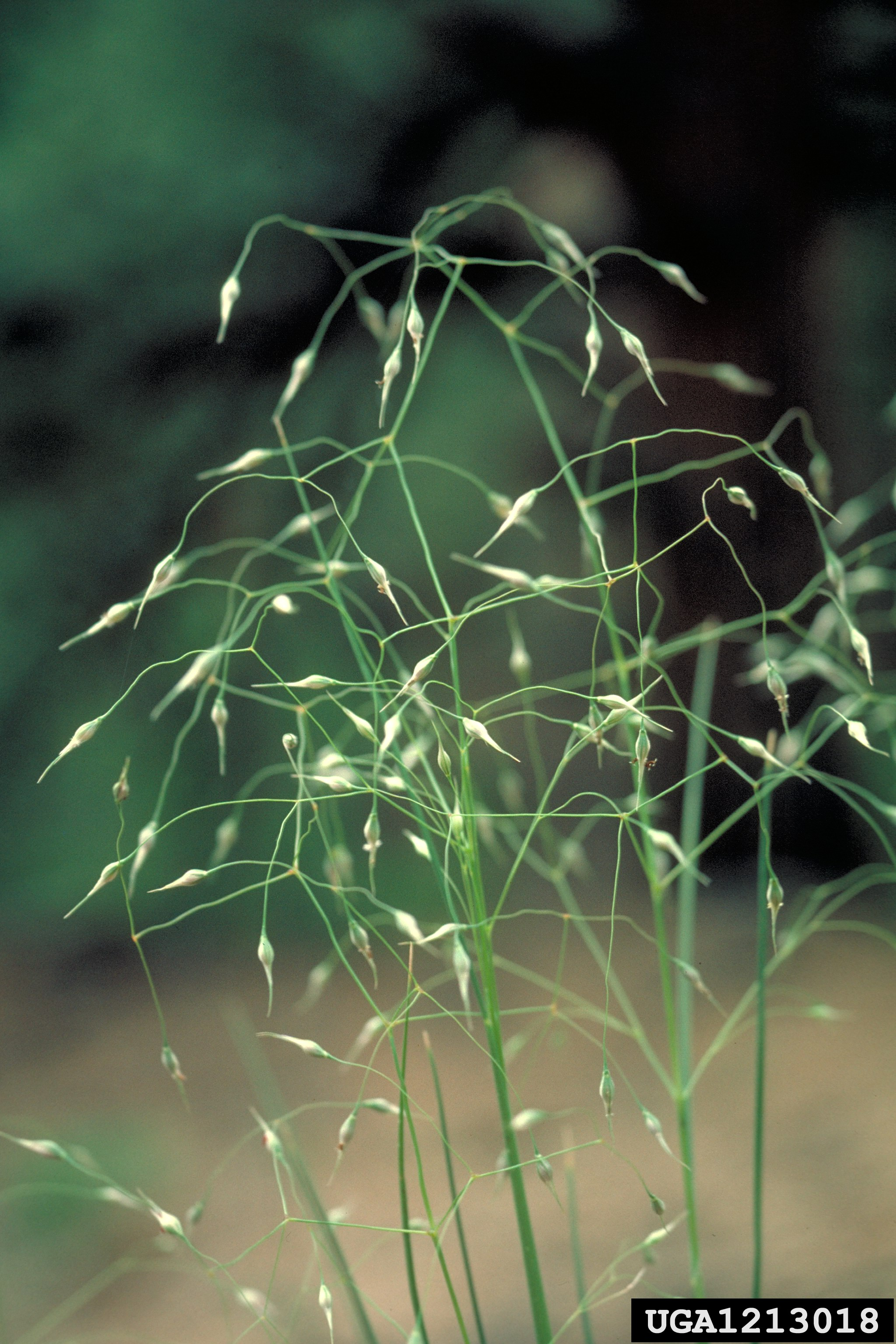